# Capradosso
Capradosso (Capraduossë in dialetto ascolano) è una frazione del comune di Rotella, in provincia di Ascoli Piceno, nelle Marche. Fino al 1869 era un comune. La frazione è situata nel versante rotellese del Monte Ascensione.

## Geografia fisica
Anticamente Capradosso era sito ad Ovest dell'attuale paese nella zona denominata "Capradosso Vecchio" sul crinale dello spartiacque che si protende fino alla confluenza del fosso grande e dell'altro fosso che dà origine al Torbidello II. L'antica Capradosso fu abbandonata però per via di frane e smottamenti.

## Monumenti e luoghi d'interesse
Nella parte boreale si scorgono i resti di un antico torrione, ruderi di mura castellane e fondamenta. Secondo quanto ci racconta Don Guido Cossetti, attuale parroco (1971), i più vecchi del luogo asserivano che i torrioni erano quattro. Le due chiese del paese sono San Rocco e Santi Lucia e Rocco, entrambe risalenti al XVII secolo.

## Storia

Lo stemma dell'allora comune di Capradosso

Capradosso secondo lo storico Pietro Capponi fu fondata da alcuni ascolani fuggiti dal duca longobardo Faroaldo che saccheggiava il territorio piceno. Altra versione sulla fondazione del centro abitato è quella che sarebbe stato costruito da monaci intorno all'anno mille, che lo chiamarono così perché assomigliava al dorso di una capra.
Lo storico Pietro Capponi, alla voce del Vescovo Epifanio, così scrive: 
Purtroppo, gran parte della sua storia ci sfugge perché l'archivio comunale andò distrutto sotto le macerie del vecchio Capradosso a parte venne manomesso durante l'aggregazione al Comune di Rotella.
Al tempo dello Stato Pontificio, Capradosso ebbe privilegi dalla Santa Sede e, per i servizi resi alla causa della sede apostolica, fu eretto a libero Comune. 
Il parroco Don Antonio Cardarelli che esplicò il suo ministero a Capradosso dal 1939 al 1952, ha scritto nella cronaca parrocchiale: 
Secondo alcuni storici del XIX secolo, e secondo quanto abbiamo già accennato, la fondazione di Capradosso risalirebbe agli anni 1000.

Il Luzi nelle sue memorie ascolane scrive: 
Gabriele Calindri così scrive: 
Sappiamo dal Luzi che nel sec. XVI per intemperie e lotte intestine fu distrutto e che nel 1730 fu fatto riedificare da Clemente XII.
Fu libero comune fino all'avvento del Regno di Vittorio Emanuele e nel 1870 fu privato della sua autonomia amministrativa ed aggregato a Rotella. 
Il resto della storia si confonde con quella dell'attuale capoluogo di Comune.
Il personaggio più importante che il paese ha avuto nella storia è Fra Marcellino da Capradosso, nato il 22 settembre 1873, frate cappuccino a 29 anni, e morto nel convento dei Cappuccini di Fermo il 26 febbraio 1909. 
Da tutti fu ammirato per la sua grande fede e pietà, per la sua profonda umiltà ed eroica obbedienza, per le mortificazioni e penitenze, ma soprattutto per la sua grande carità fraterna, in convento e fuori, verso tutti, specie per i peccatori, per i tribolati e ammalati. Morì a soli 36 anni di peritonite tubercolare, presa mentre accudiva un malato.  
I processi ordinari sulla fama di santità ebbero inizio nella Curia di Fermo nel 1948 e si conclusero nel 1956. Attualmente, terminata la biografia documentata e l'Informatio, è stata consegnata il 7 luglio 1998 la Positio super virtutibus (causa di beatificazione).